# Новомеловое
Новомеловое — село в Горшеченском районе Курской области России. Административный центр Новомеловского сельсовета.

## География
Село находится в восточной части Курской области, в лесостепной зоне, в пределах юго-западной части Среднерусской возвышенности, на левом берегу реки Меловка, на расстоянии примерно 16 километров (по прямой) к юго-востоку от посёлка городского типа Горшечное, административного центра района. Абсолютная высота — 160 метров над уровнем моря.
Часовой пояс
Село Новомеловое, как и вся Курская область, находится в часовой зоне МСК (московское время). Смещение применяемого времени относительно UTC составляет +3:00.

## Население
| 1859 | 1897  | 2002 | 2010 |
| ---- | ----- | ---- | ---- |
| 3286 | ↘2634 | ↘947 | ↘790 |

Гендерный состав
По данным Всероссийской переписи населения 2010 года в гендерной структуре населения мужчины составляли 45,2 %, женщины — соответственно 54,8 %.
Национальный состав
Согласно результатам переписи 2002 года, в национальной структуре населения русские составляли 98 % из 947 человек.

## Улицы
Уличная сеть села состоит из четырёх улиц и одного переулка.